# Aleš Holický ze Šternberka
Aleš Holický ze Šternberka (též uváděn jako Aleš ze Šternberka na Týřově; okolo roku 1390? – 19. března 1455) byl český šlechtic a vojevůdce z rodu pánů ze Šternberka. Byl podporovatelem nejdříve Zikmunda Lucemburského, po jeho smrti se postavil na stranu Jiřího z Poděbrad. Na začátku roku 1437 byl jmenován nejvyšším zemským komorníkem, čímž se stal čtvrtým nejvyšším zemským stavovským úředníkem Českého království.

## Život

### Rodina a mládí

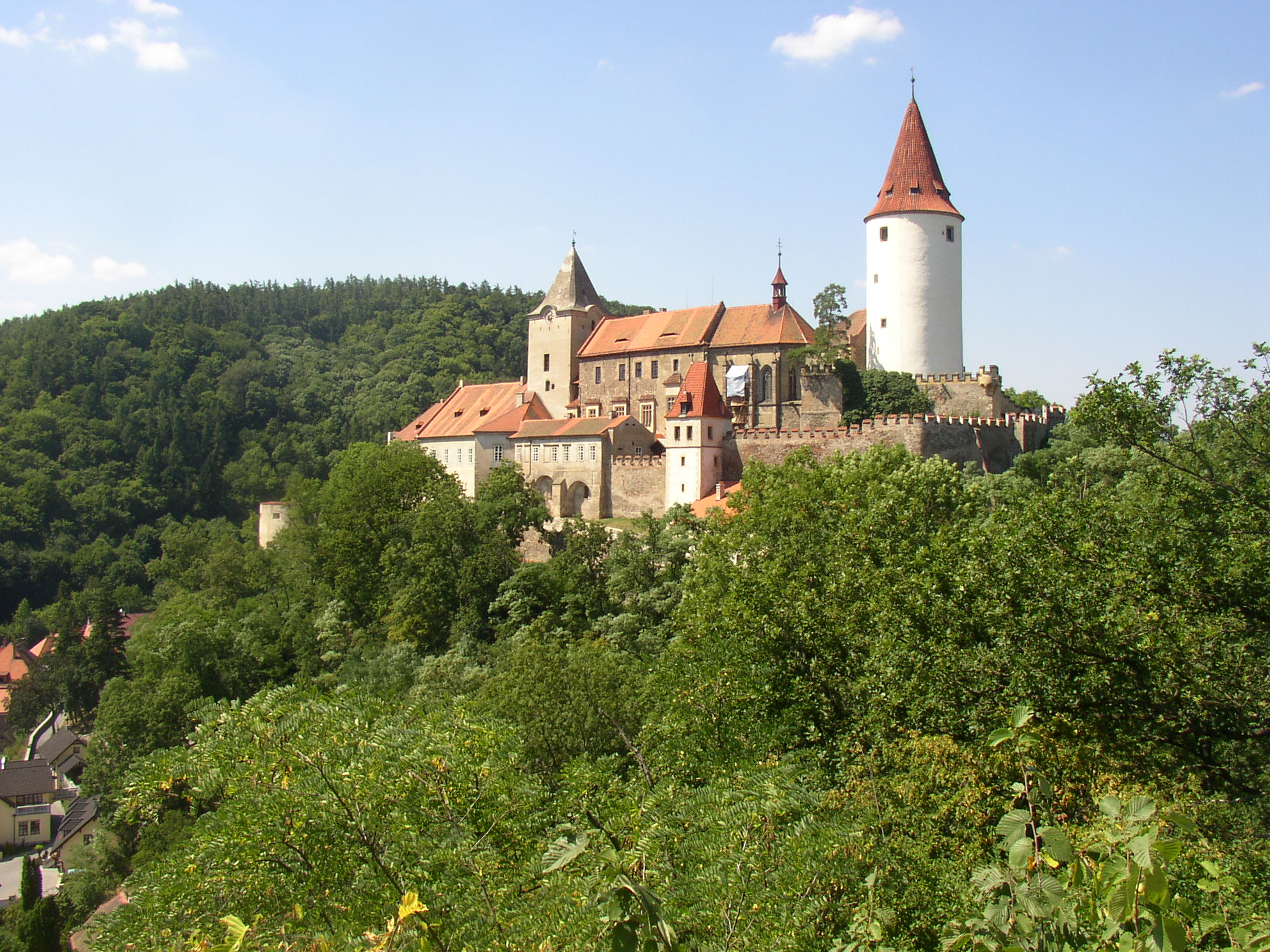
Hrad Křivoklát, který Aleš Holický ze Šternberka nejdříve dobyl a poté získal do vlastnictví

Aleš Holický se narodil přibližně okolo roku 1390 jako syn Oldřicha ze Šternberka a jeho manželky Markéty Planské ze Žeberka. Vyrůstal se svými dvěma sourozenci, sestrou Kateřinou a starším bratrem Smilem, na rodové tvrzi v Holicích. Situace pánů ze Šternberka nebyla v té době příliš dobrá: rod byl kvůli početným větvím zchudlý.
Roku 1397 Oldřich ze Šternberka zemřel a poručíkem pro jeho tři děti se stal Jan Zaječický ze Šternberka. První zmínka o Aleši Holickém ze Šternberka ale pochází až z roku 1401, kdy se oženil s Eliškou z Dubé a Lipé.

### Ve službách Zikmunda Lucemburského
V roce 1420 Aleš Holický ze Šternberka vstoupil do služeb Zikmunda Lucemburského. Roku 1422 hrad Křivoklát dobyl husitský hejtman Žibřid z Chříče. načež se spojili Aleš a Hanuš z Kolovrat, aby hrad získal zpět, což se jim 10. srpna toho toku povedlo. Nedlouho po tom, co hrad dobyli, k němu ale přitáhl Žibřidův bratr Absolon a získal jej zpět. Aleš a Hanuš znovu začali obléhání a přinutili Absolona na útěk. Ten se ukryl v Rakovníku, kam ho oba katoličtí válečníci pronásledovali, jenže při poslední potyčce vypukl požár a Absolonovi se podařilo utéct do Žatce. I tak ale bylo získání Křivoklátu oceněno: Zikmund hrad nechal přepsat na Aleše Holického. Daroval Alešovi též hrad Týřov, který je sice v současné době pouze malou zříceninou, v 15. století to ale byl nedobytý a rozlehlý hrad.
16. října roku 1423 byl svolán Svatohavelský sněm, který měl vyústit v převzetí moci nad rozvrácenou zemí a vytvoření koalice mezi umírněnými husity a katolíky. Mezi zúčastněnými nechyběl ani Aleš Holický. Během sněmu bylo rozhodnuto, že bude zvoleno dvanáct zemských správců – šest katolíků a šest kališníků –, jejichž úkolem bude realizovat plán na ukončení válek. Jako nový zemský správce byl zvolen i Aleš, společně například s Čeňkem z Vartemberka nebo Oldřichem II. z Rožmberka. Holický byl nucen změnit svoji náboženskou politiku a především se zavázal k přijetí podobojí. Ačkoliv ho k přijetí víry přinutily okolnosti, u nové víry již zůstal a začal se pohybovat v okruhu umírněných husitů, například Menharta z Hradce.
Se svými oddíly se účastnil bitvy u Lipan, která skončila porážkou husitských radikálů.

### Polipanská doba
V bitvě u Lipan sice radikální husité prohráli, tím ale husitské války zcela nekončily. Dále pokračovaly četné boje, v dubnu 1435 například Aleš Holický s dalšími vojsky obléhal hrad Ostromeč, kde sídlil hejtman Filip z Padařova.
28. říjnu 1435 se sjel velký sněm do Prahy, účastnil se i Aleš Holický ze Šternberka. Právě tehdy bylo rozhodnuto, že pokud Zikmund Lucemburský splní podmínky, podpoří šlechta jeho nárok na trůn.
28. ledna 1437 byl Zikmundem jmenován do funkce nejvyššího zemského komorníka. Také se stal královým rádcem. Již v prosinci toho roku ale král zemřel a Aleš Holický odmítal podpořit nárok jeho zetě Albrechta Habsburského na České království. Místo toho se spojil se vdovou po Zikmundovi, Barborou Celjskou, a rozhodl se podpořit Jagellonce. Již několik dní po Albrechtově korunovaci do Čech vpadly polská vojska se skupinou českých šlechticů vedenou Hynkem Ptáčkem z Pirkštejna. V této odbojové skupině nechyběl ani Aleš Holický ze Šternberka, který začal polské vojáky obsazovat na své hrady. Sám se stáhl za hradby Tábora a další vojenské tahy prováděl Alešův jediný syn Petr. Pokus o dosazení jagellonského krále ale nakonec skončil neúspěchem a vojska se vrátila zpět do Polska, kam se stáhl i Šternberk a Ptáček z Pirkštejna. Ve funkci nejvyššího komorníka Aleše Holického nahradil Jan z Rýzmberka a ze Skály, nicméně již roku 1439, když Albrecht Habsburský zemřel, získal své postavení znovu a udržel si jej až do své smrti.

### Vzestup Jiřího z Poděbrad a poslední roky
V září roku 1444 se konal v Kutné Hoře sjezd, na němž mělo být rozhodnuto, kdo, po smrtí Ptáčka z Pirkštejna, bude vést spojené východočeské landfrýdy. Účastnili se Aleš i jeho syn Petr a nakonec byl jako nový hejtman zvolen v té době asi pětadvacetiletý Jiří z Poděbrad. Aleš Holický Jiřího podporoval, účastnil se i jeho tažení na Prahu a následného válčení poděbradské jednoty, v jejímž čele stál Jiřík, a jednoty strakonické, kterou vedl Oldřich II. z Rožmberka. Holický se ale snažil válce zabránit, nakonec byl zvolen jedním ze čtyř ubrmanů, kteří řešili spory mezi jednotami. Spolupráce ubrmanů ale vázla a nakonec stejně došlo ke zbrojení. Aleši Holickému se například podařilo dobýt Kundratice, jejichž pánem byl Vilém z Riesenberka. Vše nakonec skončilo bitvou u Rokycan a později mírovou smlouvou sepsanou na Vlčtejně.
Roku 1454 od Aleše Holického koruna odkoupila Křivoklát. Nedlouho potom, 19. března 1455, Aleš Holický ze Šternberka v dopoledních hodinách zemřel. Stalo se tak buďto na hradě Křivoklátě nebo na Českém Šternberku. Byl pohřben v Sázavském klášteře. Alešův syn Petr zemřel již roku 1454 a zůstal po něm syn Petr, který byl po smrti děda svěřen do opatrovnictví Zdeňka Konopišťského ze Šternberka.

## Rodinné vztahy a potomci
V roce 1420 zemřel v bitvě pod Vyšehradem Petr Konopišťský ze Šternberka a od roku 1424 byl Aleš Holický jmenován poručíkem pro jeho děti, syna Petra a dceru Elišku. Dětem sice zůstala matka, Perchta z Kravař, ta se ale dostala do finančních problémů a uzavřela s Alešem smlouvu, že on zaplatí její dluhy, za což se stane poručíkem obou dětí a správcem jejich dědictví. V případě, že by obě děti zemřely, stal by se dědicem právě on.
Vztahy v rodině Šternberků ale nebyly ideální: svědčí o tom například dokument sepsaný v Českém Krumlově a který pojednává o tom, že v případě potřeby je Aleš ze Šternberka povinen chránit Perchtu z Kravař před svým starším bratrem Smilem. Ani se samotnou Perchtou ale Aleš Holický nevycházel dobře: vyčítal jí například to, že nechává svého syna Petra pobývat u Oldřicha II. z Rožmberka, ačkoliv věděla, že on a Petrův poručík spolu mají spory.
Aleš Holický ze Šternberka byl ženatý dvakrát: poprvé v roce 1401, kdy si vzal Elišku z Dubé a Lipé, později si neznámého roku vzal Elišku z Boskovic. Z prvního manželství se dochovala zmínka o jediném potomkovi: synu Petrovi. S Eliškou z Boskovic pak měl Aleš Holický dceru Kateřinu. Petr zemřel sice rok před svým otcem, ale zajistil pokračování rodu: se svojí ženou Annou von Seinsheim měl syna, taktéž Petra. Ten se stal významným státníkem své doby: byl hejtman kouřimského kraje, nejvyšším zemským sudím a nejvyšším zemským komořím. Holická větev Šternberského roku pokračovala až do začátku 18. století, kdy vymřela po meči. Konopišťská větev stále existuje.

## Majetek
Roku 1422 dobyl hrady Křivoklát a Týřov a císař Zikmund mu je daroval za válečné zásluhy. Právě na Křivoklátě sídlil minimálně do roku 1454 a nakonec zde i zemřel. Když jeho bratr Smil roku 1433 zemřel, zdědil Aleš Holický Brandýs nad Orlicí, avšak nevlastnil jej dlouho. Do roku 1453 pak od pánů z Plavna držel v zástavě Bečov.
Aleš Holický ze Šternberka chtěl uplatnit své dědické právo na rodové majetky v okolí řeky Sázavy a částečně se mu to povedlo: když kolem roku 1440 zemřel Petr ze Šternberka, získal Český Šternberk. Petrův další zámek, Konopiště, ale dostal Zdeněk Veselský ze Šternberka. Ve skutečnosti ale byla pro Aleše situace s dědictvím horší, než se zdála: o práva se dělil s Anežkou ze Šternberka a pravidelná výplata ze statků připadla Zdeňkovi.
Je též možné, že byl správcem Karlštejna, přesné údaje se ale nedochovaly.